# Troglohyphantes fagei
Troglohyphantes fagei este o specie de păianjeni din genul Troglohyphantes, familia Linyphiidae, descrisă de Roewer, 1931. Conform Catalogue of Life specia Troglohyphantes fagei nu are subspecii cunoscute.